# Ocaria zora
Ocaria zora är en fjärilsart som beskrevs av William Chapman Hewitson 1869. Ocaria zora ingår i släktet Ocaria och familjen juvelvingar. Inga underarter finns listade i Catalogue of Life.